# Ne tirez pas
Pour plus de détails, voir Fiche technique et Distribution.
Ne tirez pas (Niet schieten) est un film dramatique belge de long métrage coécrit et réalisé par Stijn Coninx et sorti en 2018. 

## Liminaire
Ne tirez pas reconstitue le braquage extrêmement violent qui a eu lieu le 9 novembre 1985 dans une succursale de la chaîne de supermarchés Delhaize à Alost (Belgique) par les tueurs du Brabant. Le film traite de l'impact sur David Van de Steen, alors âgé de neuf ans, qui a survécu à l'attaque mais a perdu son père, sa mère et sa sœur dans cette attaque. Le scénario est une adaptation par Stijn Coninx et Rik D'hiet (nl) du livre Niet schieten, dat is mijn papa! que David Van de Steen a écrit avec Annemie Bulté, journaliste de Humo. Le film raconte les événements du point de vue d'Albert, le grand-père de David Van de Steen, interprété par Jan Decleir. Le réalisateur Stijn Coninx a investi sept ans dans le projet de présenter l'histoire de l'attaque, comme en témoignent David Van de Steen et ses grands-parents Albert et Marie-Josée Van den Abiel, qui ont accueilli David chez eux, comme un témoignage dramatique et une mise en accusation contre la longue enquête à terme.

## Fiche technique
- Titre original : Niet schieten
- Titre français : Ne tirez pas
- Réalisation : Stijn Coninx
- Scénario : Stijn Coninx, Rik D'hiet (nl), d'après un livre de David Van de Steen et Annemie Bulté
- Photographie : Danny Elsen
- Montage : Philippe Ravoet
- Musique : Jorrit Kleijnen, Alexander Reumers
- Pays d'origine : Belgique
- Langue originale : néerlandais
- Format : couleur
- Genre : dramatique
- Durée : 139 minutes
- Dates de sortie :
  - Belgique : 3 octobre 2018 (Anvers)  
  - Belgique : 4 octobre 2018 (Alost)  
  - Belgique : 10 octobre 2018

## Distribution
- Jan Decleir : Albert
- Viviane de Muynck : Metje
- Mo Bakker : David, 9 ans
- Kes Bakker : David, 12 ans
- Jonas Van Geel : David
- Inge Paulussen : Hilde De Moor
- Louis Talpe : Gilbert
- Elke Van Mello : Therese
- Zita Wauters : Rebecca
- Ann Tuts : Zuster Benedicte
- Lucas Van den Eynde : Dokter Rumbaut / Docteur Rumbaut
- Charlotte De Bruyne : Nathalie
- Nico Sturm (nl) : Chantal
- Bert Haelvoet : Den Beir
- Aziz Bouhkzar : Giovanni
- Wouter Hendrickx : Walter
- Tom Van Dyck : Carlos
- Alain Van Goethem : Journalist / Journaliste
- Lukas De Wolf : Jonge Rijkswachter (comme Lucas De Wolf)
- Kurt Vandendriessche : Wachtmeester Rijkswacht
- Jos Verbist : Voorzitter Commissie / Président de la Commission d'enquête
- Jurgen Delnaet : Adjudant Lootens
- Kristof Coenen : Gangster
- Kurt Defrancq : Schooldirecteur / Directeur d'école
- Iwein Segers : Directeur Delhaize
- Koen Monserez : Rijkswachter Delhaize
- Yannick De Coster : Agent Eddy
- Hans Van Cauwenberghe : Notaris
- Johan Knuts : Milieuambtenaar
- Ken Muyldermans : Wachtmeester Rijkswacht 2
- Silvia Cornelissen : Kassierster
- Bram De Maere : BOB Agent
- Julie Poelmans : Slachtoffer
- Philippe Résimont : Victor Lepoudre / Thibault Wijckmans
- Tibo Vandenborre : Toon Dehaes

## Production
Le film a été tourné pendant quarante jours, du 29 août au 3 novembre 2017. Des prises de vue ont été réalisées à Alost, Bruxelles, De Haan, dans les bâtiments de la société AARC et de la carrosserie Dirk, toutes deux à Erondegem, des enregistrements en extérieur pour la façade de BimSem dans la Bleekstraat à Malines mais aussi dans l'ancien supermarché Peeters Govers au centre de Turnhout. 
Le rôle de David Van de Steen a été joué par trois acteurs, les frères Mo et Kes Bakker et Jonas Van Geel.